# Максатиха
Макса́тиха (карел. Maksuatiha) — посёлок городского типа в Тверской области России.
Административный центр Максатихинского района, в составе которого образует муниципальное образование посёлок Максатиха со статусом городского поселения как единственный населённый пункт в его составе.
Население — 7620 чел. (2021).

## География
Расположен на реке Молога, между впадением в неё рек Волчина и Ривица, в 117 км к северу от областного центра. Железнодорожная станция на линии Бологое — Сонково — Рыбинск.
Застройка посёлка смешанная: наряду с одноэтажными и двухэтажными индивидуальными домами существуют 3 — 5-этажные многоквартирные дома, расположенные преимущественно в центральной части посёлка.

## История
Впервые упоминается в 1545 году как починок Максятиха. Период первого расселения карел на Тверских землях (XV—XVI века) как раз соответствует времени основания Максатихи. Название от имени Максята, уменьшительной формы личного имени Максим. С 1772 года деревня Максатиха относилась к Рыбинской волости Бежецкого уезда и принадлежала помещику Мельницкому. В 1827 году в селе была построена каменная Христорождественская церковь с 3 престолами, распространена в 1874 году. По переписи 1859 года Максатиха — владельческое село с 56 дворами. В 1867 году возникает пристанционный посёлок Виндаво-Рыбинской железной дороги, в 1870 году строится станция. В 1872 в Максатихе открыта 2-классная школа, в 1899 начал работать лесопильный завод, в конце 1890-х годов вступила в строй фабрика спичечной соломки. В 1910 в Максатихе было 12 лавок, трактир, лесная пристань на р. Мологе.
С 1928 года Максатиха — посёлок городского типа, с 1929 года — центр Максатихинского района в составе Бежецкого округа Московской области (с 1935 года — в составе Калининской области). В 1929 в Максатихе создана лесомашинная станция, в начале 30-х годов пущен льнозавод, в 1934 открыт парк культуры и отдыха, в 1936 — краеведческий музей. В 1943 вошли в строй спичечная фабрика и фанерный завод, в 1944 — пищекомбинат, в 1973 построена средняя школа на 960 мест, в 1975 — здание музыкальной школы.

Некрополь села Максатиха (к началу XX века):
Быкова Анна Владимировна, вдова аудитора, 13 мая 1909, 109 л.
Белозёрова Антонина Ивановна, урожд. Ресина, жена преподавателя С. — Петербургской Ларинской гимназии, р. 5 марта 1858 † 26 августа 1894.
Белозёрова Людмила Владимировна, р. 30 июня 1882 † 26 февраля 1891.
Вараксин Василий Фёдорович, коллежский советник, † 24 июня 1908, 41 г.
Вараксин Евфимий Фёдорович, коллежский советник, младший лесной ревизор, † 24 июня 1908.
Висневский Александр Иванович, инженер путей сообщения, управляющей Рыбинской жел. дорогою, р. 12 марта 1818 † 7 июля 1874. С женою. В. Л. Висневской.
Висневская Вера Львовна, урожд. Мельницкая, р. 2 февраля 1827 † 11 января 1891. С мужем А. И. Висневским.
Козловский Павел Иванович, дворянин, † 2 июня, 1875, 75 л.
Кронеберг Александра Юльевна, урожд. Левестам, жена майора, р. 2 ноября 1850 † 21 августа 1880.
Мельницкая Анна Васильевна, урожд. Чоглокова, р. 6 октября 1777 † 18 января 1858. С мужем С. И. Мельницким.
Мельницкая Варвара Алексеевна, урожд. Дирина, р. 3 марта 1803 † 3 марта 1879. С мужем Л. С. Мельницким.
Мельницкая Варвара Григорьевна, урожд. Чаплина, жена поручика Александра Алексеевича Мельницкого, р. 26 ноября 1776 † 22 сентября 1807. С внуком И. П. Ресиным.
Мельницкая Варвара Львовна, девица, † 12 сентября 1899, 60 л.
Мельницкая Павла Петровна, урожд. Олсуфьева, † 23 января 1882, 82 л. С мужем И. С. Мельницким.
Мельницкий Георгий Иванович, титулярный советник, † 8 января 1831, 52 л.
Мельницкий Иван Иванович, прапорщик, † 13 февраля 1806, 70 л.
Мельницкий Илиодор Степанович, гвардии поручик, р. 27 ноября 1802 † 30 июля 1867. С женою П. П. Мельницкой.
Мельницкий Лев Степанович, штабс-капитан, р. 9 августа 1798 † 19 мая 1886. С женою В. А. Мельницкой.
Мельницкий Стефан Иванович, гвардии прапорщик, р. 21 марта 1767 † 21 марта 1844. С женою А. В. Мельницкой.
Ососова Мария (Роза) Феодоровна, дворянка, р. 6 января 1816 † 3 ноября 1907.
Ресин Иван Павлович, мировой судья, р. 19 февраля 1825 † 27 апреля 1888. С бабкой В. Г. Мельницкой.
Розанов Николай Николаевич, врач 8-го летучего отряда Красного Креста, р. 23 февраля 1878 † на театре военных действий 13 декабря 1904.
Сидорский Иван Порфирьевич, р. 8 мая 1832 † 12 июня 1899. С сыном Иваном, р. 10 июня 1871 † 14 апреля 1877.
Уразов Илья Игнатьевич, † 27 ноября 1900, 45 л.
Уразов Михаил Игнатьевич, капитан, † 26 марта 1905, 40 л.
Уразова Зоя Львовна, урожд. Мельницкая, р. 18 декабря 1842 † 29 мая 1883.
Ходзько Александр Викентьевич, коллежский советник, † 10 января 1898, 62 л.
Штукенберг Екатерина Львовна, урожд. Мельницкая, вдова отставного штабс-капитана, † 14 ноября 1899, 70 л.

## Население
| 1859  | 1939  | 1959  | 1970  | 1979  | 1989    | 2002  | 2006  | 2009  |
| ----- | ----- | ----- | ----- | ----- | ------- | ----- | ----- | ----- |
| 309   | ↗4728 | ↗6863 | ↗7861 | ↗8719 | ↗10 217 | ↘9753 | ↘9700 | ↘9325 |
| 2010  | 2011  | 2012  | 2013  | 2014  | 2015    | 2016  | 2017  | 2018  |
| ↘8744 | ↘8707 | ↘8460 | ↘8180 | ↘7906 | ↘7840   | ↗7861 | ↘7769 | ↘7673 |
| 2019  | 2020  | 2021  |       |       |         |       |       |       |
| ↘7494 | ↘7400 | ↗7620 |       |       |         |       |       |       |

По итогам переписи населения 2020 года проживали следующие национальности (национальности менее 0,1 % и другое, см. в сноске к строке «Другие»):
| Национальность | Численность, чел. | Доля     |
| -------------- | ----------------- | -------- |
| Русские        | 6823              | 89,54 %  |
| Карелы         | 50                | 0,66 %   |
| Цыгане         | 31                | 0,41 %   |
| Украинцы       | 26                | 0,34 %   |
| Армяне         | 22                | 0,29 %   |
| Азербайджанцы  | 11                | 0,14 %   |
| Узбеки         | 10                | 0,13 %   |
| Другие         | 647               | 8,49 %   |
| Итого          | 7620              | 100,00 % |

## Климат
| Показатель                    | Янв.  | Фев.  | Март  | Апр. | Май  | Июнь | Июль | Авг. | Сен. | Окт.  | Нояб. | Дек.  | Год   |
| ----------------------------- | ----- | ----- | ----- | ---- | ---- | ---- | ---- | ---- | ---- | ----- | ----- | ----- | ----- |
| Абсолютный максимум, °C       | 7,8   | 8,8   | 17,9  | 26,1 | 32,1 | 35,2 | 36,7 | 36,5 | 30,8 | 23,6  | 13    | 9,5   | 36,7  |
| Средний суточный максимум, °C | −6,2  | −4,9  | 1,3   | 9,6  | 17,2 | 21   | 23,2 | 20,9 | 14,7 | 7,5   | 0,3   | −3,9  | 8,5   |
| Средняя температура, °C       | −9,4  | −8,8  | −3,1  | 4,6  | 11,5 | 15,5 | 17,7 | 15,4 | 9,9  | 4,1   | −2,1  | −6,6  | 4,2   |
| Средний суточный минимум, °C  | −13   | −13,1 | −7,4  | −0,2 | 5,6  | 9,8  | 12   | 10,3 | 5,7  | 1,2   | −4,7  | −9,6  | −0,2  |
| Абсолютный минимум, °C        | −41,3 | −39,4 | −33,9 | −22  | −7,4 | −2,6 | 1,6  | −1,1 | −8,5 | −19,4 | −30,8 | −45,5 | −45,5 |
| Норма осадков, мм             | 41    | 34    | 32    | 36   | 57   | 71   | 83   | 74   | 58   | 57    | 52    | 53    | 648   |
| Источник: Climatebase.ru      |       |       |       |      |      |      |      |      |      |       |       |       |       |

| Показатель                   | Янв. | Фев. | Март | Апр. | Май  | Июнь | Июль | Авг. | Сен. | Окт. | Нояб. | Дек. | Год |
| ---------------------------- | ---- | ---- | ---- | ---- | ---- | ---- | ---- | ---- | ---- | ---- | ----- | ---- | --- |
| Средняя температура, °C      | −7,9 | −8,1 | −2,3 | 5    | 11,6 | 15,5 | 17,9 | 15,6 | 10,1 | 4,4  | −2,2  | −6,5 | 4,4 |
| Норма осадков, мм            | 47   | 37   | 31   | 36   | 53   | 78   | 74   | 74   | 56   | 61   | 52    | 51   | 650 |
| Источник: ВГБУ «ВНИИГМИ–МЦД» |      |      |      |      |      |      |      |      |      |      |       |      |     |

## Экономика
Промышленность
К основным промышленным предприятиям посёлка относятся: деревообрабатывающий комбинат «Интерфорест», хлебопекарня, маслодельный завод, комбикормовый завод (ликвидирован), фанерная фабрика «Форекс». Действует завод по изготовлению древесно-топливных гранул пеллет.
Торговля
Представлены торговые сети «Магнит», «Пятёрочка»,
Связь
Приём телевизионных передач в районе начался в 1956 году через телевышку Моркины Горы, а в ноябре 1974 года начал работу Селецкий ретранслятор.
На территории района транслируются радиопрограммы: «Радио России» и «Маяк». Телепрограммы: ОРТ, Россия, Культура, ТВ-Центр, РЕН-ТВ.
Услуги фиксированной связи предоставляют: тверской филиал «Ростелеком», «Евразия Телеком Ру».
Услуги мобильной телефонной связи предоставляют сотовые операторы: «МТС», «Билайн», «МегаФон» и «Tele2».
В 2009 году по программе «Строительство сети КСПД» «Ростелеком» построил в посёлке узел корпоративной сети передачи данных ёмкостью 10 Гбит/с. С 2013 года в посёлке доступна для подключения услуга оптоволоконного Интернет со скоростью до 100 Мбит/с. В рамках национального проекта «Образование» подключены к сети Интернет все школы Максатихинского района.

## Транспорт
В посёлке имеются железнодорожный и автобусный вокзалы, обеспечивающие прямое междугородное сообщение с Тверью, Санкт-Петербургом, Кашиным, Лесным, Пестово.
В черте городского поселения действуют два муниципальных автобусных маршрута:
- Площадь — улица Лесотехническая;
- Площадь — деревня Фабрика.

Муниципальные автобусные маршруты отправляются от пл. Свободы, работают ежедневно, кроме воскресенья, с 07:00 до 18:00 в будние дни и с 09:00 до 18:00 по субботам. Интервал движения составляет от 1 до 3 часов.
До 70-х годов XX века существовала узкоколейная железная дорога Максатиха — Данилково — река Негуш, по которой вывозили лес с лесозаготовок.

## Образование
В посёлке расположены две средние общеобразовательные школы, являющиеся базовыми школами Максатихинского района.
МСОШ № 1 — крупное общеобразовательное учреждение полного общего образования района. Школа создана в сентябре 1917 года. Расположена в центре посёлка в парковой зоне. Школа имеет статус средней общеобразовательной школы с тремя ступенями обучения. Воспитательная деятельность осуществляется через реализацию следующих воспитательных направлений: учебно-познавательного, художественно-эстетического, спортивно-оздоровительного и досугового. Образовательный процесс осуществляется в 2-х учебных корпусах. В школе имеются: спортивный зал, детская площадка, актовый зал, пришкольный участок, 3 мастерские, библиотека, столовая, буфет.
Дошкольное образование
В посёлке функционирует 5 детских дошкольных учреждений:
- Детский сад № 1 — Северная ул., д. 10
- Детский сад № 2 — Краснослободская ул., д. 40
- Детский сад № 3 — Железнодорожная ул., д. 18
- Детский сад № 4 — мкр. Солнечный, д. 14
- Детский сад № 5 — ул. 40 лет Октября, д. 6

Начальное профессиональное образование
- Филиал ГБПОУ «Удомельский колледж» в пгт. Максатиха[31]

Дополнительное образование
- Дом детства и юношества — Советская ул., д. 22
- Детско-юношеская спортивная школа — ул. Братьев Даниловых, д. 43

## Культура
В Максатихе работает сеть культурно-просветительных учреждений:
- Муниципальное бюджетное учреждение дополнительного образования «Максатихинская детская школа искусств»
- Районный Дом культуры
- Межпоселенческая Центральная библиотека
- Детская библиотека
- Муниципальный краеведческий музей имени Антона Ефимовича Смусенка
- МУК «Городской Дом культуры им. Калинина» (не функционирует)
- Районный информационно-методический отдел

## Достопримечательности
Среди достопримечательностей Максатихи:
- Всехсвятская (Рождества Христова) церковь[32].
- Братское кладбище советских солдат.
- Мемориал Великой Отечественной войны «Обелиск Славы».
- Железнодорожная водокачка постройки 1860-х годов.
- Некрополь села Максатиха[7]

В 18 км от посёлка вблизи р. Молога находится охотхозяйство «Усадьба Мокшицы».

Всехсвятская (Христорождественская) церковь была построена в 1827 году. В первые годы Советской власти церковь была закрыта по идеологическим соображениям. В 50-е гг. XX в. была предпринята попытка разрушения здания. В настоящее время церковь восстановлена и является действующей.
- Всехсвятская церковь в Максатихе
- Краеведческий музей им. Антона Ефимовича Смусенка
- Братское кладбище

## Известные жители
- Тулин Юрий Нилович (1921—1986), Заслуженный художник РСФСР, лауреат Гран-При международной выставки в Брюсселе (1958).

## Почётные граждане Максатихи
Гроздов, Александр Алексеевич — участник Великой Отечественной войны, вёл общественную работу в качестве депутата Райсовета, поселкового совета, члена Президиума районного Совета ветеранов войны и труда. Награждён орденами Отечественной войны 1 и 2 степени, медалями «За боевые заслуги» и «За оборону советского Заполярья».
Благовещенский, Юрий Николаевич — участник Великой Отечественной войны, ветеран труда, активный деятель культуры Максатихинского района. На протяжении многих лет руководил хором ветеранов. Вместе с его участниками достиг больших успехов в исполнении народной, патриотической и лирической песни, обрёл широкую известность в районе и за его пределами.

## Интересные факты
- 19 мая 1978 года в непосредственной близости от пгт. Максатиха произошла авиакатастрофа самолёта Ту-154Б Азербайджанского Управления гражданской авиации, следовавшего регулярным рейсом по маршруту Баку — Ленинград.

- С 20 по 24 июля 1896 года, вблизи Максатихи в усадьбе Тасино жил Антон Павлович Чехов. Писатель гостил на даче Алексея Сергеевича Суворина, публициста и драматурга, издателя газеты «Новое время»[35].